# لویک بیگوا
لویک بیگوا (به انگلیسی: Loïc Bigois) (زادهٔ ۱۹ سپتامبر ۱۹۶۰ در اکس-آن-پرووانس) متخصص آیرودینامیک خودروهای فرمول یک اهل فرانسه است. او پس از تحصیل در پاریس و اکس-آن-پرووانس، به تولوز نقل مکان کرد و در صنعت هوافضا مشغول به کار شد. بیگوا در سال ۱۹۹۰ به استخدام تیم فرمول یک لیجیر درآمد و برای چندین سال میان تیم‌های متوسط مختلف جابجا شد. او در اواخر دههٔ ۱۹۹۰ به لیجیر بازگشت و تا زمان واگذاری این تیم به پروست گراند پری در سمت خود به‌عنوان طراح ارشد باقی ماند؛ سپس در اواسط سال ۲۰۰۱ به استخدام تیم میناردی درآمد و به سمت مدیر آیرودینامیک تیم منصوب شد.
بیگوا در سال ۲۰۰۳ توسط تیم ویلیامز به‌عنوان کارشناس آیرودینامیک به خدمت گرفته‌شد. در سال ۲۰۰۵ او به‌عنوان کارشناس ارشد آیرودینامیک، جانشین آنتونیا ترزی شد. بیگوا در کنار ژورگ زاندر، که در سپتامبر ۲۰۰۵ به‌عنوان طراح ارشد جانشین گاوین فیشر شده‌بود، به فعالیت پرداخت. بیگوا و زاندر هردو تحت نظارت سم مایکل، مدیر فنی تیم کار می‌کردند.
در ۲ ژوئیه ۲۰۰۷، اعلام شد که او قبول کرده‌است که به تیم هوندا ریسینگ اف۱ بپیوندد، و به دنبال آن، جایگاه او در تیم ویلیامز تعلیق شد.
هویت تیم هوندا ریسینگ در سال ۲۰۰۹ به براون جی‌پی تغییر یافت، اما بیگوا همچنان در سمت خود به‌عنوان مدیر آیرودینامیک باقی ماند. براون جی‌پی متعاقباً هر دو مقام قهرمانی رانندگان و سازندگان را از آن خود کرد، و در پی این پیروزی جایزهٔ «کارشناس آیرودینامیک خودروهای مسابقه‌ای سال داینو توسو» به بیگوا تعلق گرفت.
بیگوا تا پیش از اینکه در ژوئن ۲۰۱۲ تصمیم به ترک تیم مرسدس جی‌پی بگیرد، مدیر آیرودینامیک این تیم بود که در پی دو پیروزی فصلی کسب شده توسط تیم براون جی‌پی، این تیم را خریداری کرده‌بود.
پس از جدایی او از تیم مرسدس، شایعات منتشر شده در روزنامه‌های ایتالیایی (اتواسپرینت) و فرانسوی (اتوهبدو)، بیگوا را با تیم اسکودریا فراری در ارتباط دانستند. بیگوا پس از یک دورهٔ طولانی مرخصی باغبانی، در سال ۲۰۱۳ به‌عنوان مدیر آیرودینامیک به تیم فراری پیوست.